# Santo Antônio do Içá
Santo Antônio do Içá là một đô thị thuộc bang Amazonas, Brasil. Đô thị này có diện tích 12307,77 km², dân số năm 2007 là 18352 người, mật độ 1,49 người/km².